# Luis Alvarez
Luis Walter Alvarez (13. lipnja 1911. – 1. rujna 1988.) je bio američki fizičar i izumitelj. Dobitnik je Nobelove nagrade za fiziku 1968., za njegov odlučujući doprinos na polju fizike elementarnih čestica, posebno zbog otkrića velikog broja rezonancijskih stanja, koja su postignuta koristeći njegovu tehniku korištenja vodikove mjehuraste komore i analize podataka. Objavio je preko 40 patenata, od kojih su neki imali uspjeh na tržištu.

## Životopis
Roditelji su mu bili Amerikanci španjolskog porijekla. Otac i djed su bili liječnici, a teta je bila poznati slikar. 1936. se oženio i imao je dvoje djece. 1958. se oženio po drugi puta, a iz tog braka je imao još dvoje djece.

### Elektronski uhvat ili K uhvat
Luis Alvarez se školovao u Chicagu, a 1936. je obranio doktorat. 1932. dok je bio još student, konstruirao je specijalni Geigerov brojač, koji je služio kao teleskop za promatranje kozmičkog zračenja. Njegov savjetnik je bio Arthur Compton, a zajedno su provodili pokuse proučavajući razliku između zapadnih i istočnih kozmičkih zraka. Primijetili su da sa zapada dolazi više kozmičkih zraka nego s istoka. Po završetku školovanja, počeo je raditi u labaratoriju, koji je vodio Ernest Lawrence.  
U labaratoriju mu je voditelj bio Robert Oppenheimer. Pokušavao je dobiti u labaratoriju elektronski uhvat, koji je predviđen teorijski, ali praktično nikad nije bio dobiven. Koristio je magnete da skrenu elektrone i pozitrone, te novi specijalni Geigerov brojač, koji je mogao otkriti samo meke rendgenske zrake, čime bi dokazao elektronski uhvat. Rezultate je objavio 1938.

### Nuklearna fuzija
Luis Alvarez je nastavio proučavati nuklearnu fuziju. Bombardirao je atomske jezgre deuterija s tricijem, sto je po prema Lawsonovom kriteriju, fuzija D-T najlakša i najobećavajuća za dobivanje energije nuklearne fuzije. Koristio je ciklotron da bi dobio zrake ubrzanih iona. Deuterij je izotop vodika koji je vrlo zastupljen na Zemlji, a tricij je izotop vodika koji se u prirodi pojavljuje u samo neznatnim količinama, zato što je njegovo radioaktivno vrijeme poluraspada 12,32 godine. Zbog toga je potreban dodatni “uzgoj” tricija, koji se može dobiti od litija.

### Nuklearna magnetska rezonancija
1938. je uspio na ciklotronu dobiti termalne neutrone, pokušavajući izmjeriti magnetski moment neutrona. Uspio ga je dobiti, a kasnije su ti pokusi doveli do primjene nuklearne magnetske rezonancije. Kasnije je radio na primjeni mikrovalnog radara, što je imalo značajnu primjenu u Drugom svjetskom ratu. Njegov radarski sustav je imao primjenu i nakon rata, pogotovo za mirno slijetanje zrakoplova u uslovima loše vidljivosti. 
Od 1943. radio je i na projektu Manhattan. Napravio je sustav za otkrivanje rada nuklearnih reaktora, koristeći ksenon-133, da bi otkrili da li nacistička Njemačka radi s nuklearnim reaktorima. Radio je i na proizvodnji atomske bombe.
Nakon rata radio je na usavršavanju akceleratora čestica. 1954. je izgrađen tada najveći ubrzivač protona, koji se zvao Bevatron. Uspio je napraviti vodikovu mjehurastu komoru, koja mu je pomogla otkriti veliki broja rezonancijskih stanja raznih tvari, nakon bombardiranja elementarnim česticama, za što je i dobio Nobelovu nagradu za fiziku 1968.

### Kozmičko mikrovalno pozadinsko zračenje
Od 1964. je radio na mjerenju kozmičkog mikrovalnog pozadinskog zračenja, a to je kratkovalno zračenje zaostalo iz vremena 100 000 godina nakon velikog praska. 1965. proučava rendgenskim zrakama egipatske piramide, posebno Kefrenovu, da otkrije nova arheološka nalazišta. 
1966. je radio na proučavanju atentata na američkog predsjednika John. F. Kennedyja, a pronašao je neke nove dokaze koje službena istraga nije pronašla.

### Alvarezova teorija o izumiranju dinosaura
Dinosauri su počeli izumirati krajem razdoblja Krede. Popularana teorija koja objašnjava to masovno izumiranje govori o asteroidu koji je pogodio Zemlju prije 65 milijuna godina i izazavao pojavu velikih količina prašine u atmosferi. Smatra se da je ta prašina zakrila Sunčevu svjetlost, što je trajalo mjesecima, ili više, i uzrok je uginuća različitih biljaka i životinja. Pri prijelazu Krede u Palogen oko 75% svih živih vrsta i 17% porodica je izumrlo. To je od velikog značaja za ljude, jer je označilo kraj doba dinosaura i otvorilo put za razvoj sisavaca, koji su postali dominantni kralježnjaci na kopnu. U oceanima, smanjio se broj morskih vrsta za oko 33%. Izumiranje je bilo neravnomjerno – neki organizmi su nestali, neki su doživjeli teške gubitke, dok su pak drugi imali tek minimalne gubitke, poput krokodila.
Arheolog Walter Alvarez, sin Luisa Alvareza, je 1970-tih vršio istraživanja u centralnoj Italiji i pronašao je sloj gline, star oko 65,95 milijuna godina i debljine oko 1 centimetar. To je bilo vrijeme kada su dinosauri izumrli i Walter Alvarez je postavio pitanje o uzroku takvog masovnog izumiranja. Pokušao je odrediti koliko je vremena trebalo da se taj 1 cm gline nataloži. Za to se koristi ispitivanje elementa iridija, koji je vrlo rijedak na Zemlji, kao i svi kemijski elementi platinskih metala i uglavnom dolazi padanjem mikrometeorida iz Svemira. Pretpostavka je ako u glini ima puno iridija, onda je trebalo puno vremena za taloženje tog sloja i obratno. 
Pronađeno je puno više iridija nego je očekivano, a to znači da on stigao s asteroidom. Nakon tog istraživanja, proučavalo se još oko 100 takvih mjesta u svijetu, gdje se istraživala količina prisutnog iridija. Zaključak je bio da takva količina iridija je mogla doći samo iz Svemira. Osim toga, proučavani su i čađa, staklene kuglice, udarni kristali kvarca, mikroskopski dijamanti i drugi minerali, koji nastaju kod visokih temperatura i velikih tlakova. Na kraju je zaključeno da samo veliki asteroid, koji je pao na Zemlju, je mogao nešto takvo prouzročiti. U početku su se pojavile velike kritike na tu teoriju, ali 10 godina nakon toga je pronađen udarni krater Chicxulub, na obalama Meksičkog zaljeva,  koji se snažno podudarao s tom teorijom. 2010. je grupa od 41 znanstvenika potvrdila da je masovno izumiranje dinosaura najvjerojatnije nastalo zbog pada asteroida Chicxulub.